# Клей (округ, Небраска)
Клей (англ. Clay County) — округ в штате Небраска, США. Административный центр округа — Клей-Сентер. По данным переписи за 2010 год число жителей округа составляло 6542 человека. В системе автомобильных номеров Небраски округ Клей имеет префикс 30.

## География
Клей расположен на юге штата Небраска. Площадь округа — 1487 км², из которых 1481 км² — суша, а 6 км² — вода.

### Транспорт
Через округ проходят:
- US 6 (англ. U.S. Route 6).
- Дорога 14 штата Небраска[англ.].
- Дорога 41 штата Небраска[англ.].
- Дорога 74 штата Небраска[англ.].

## История

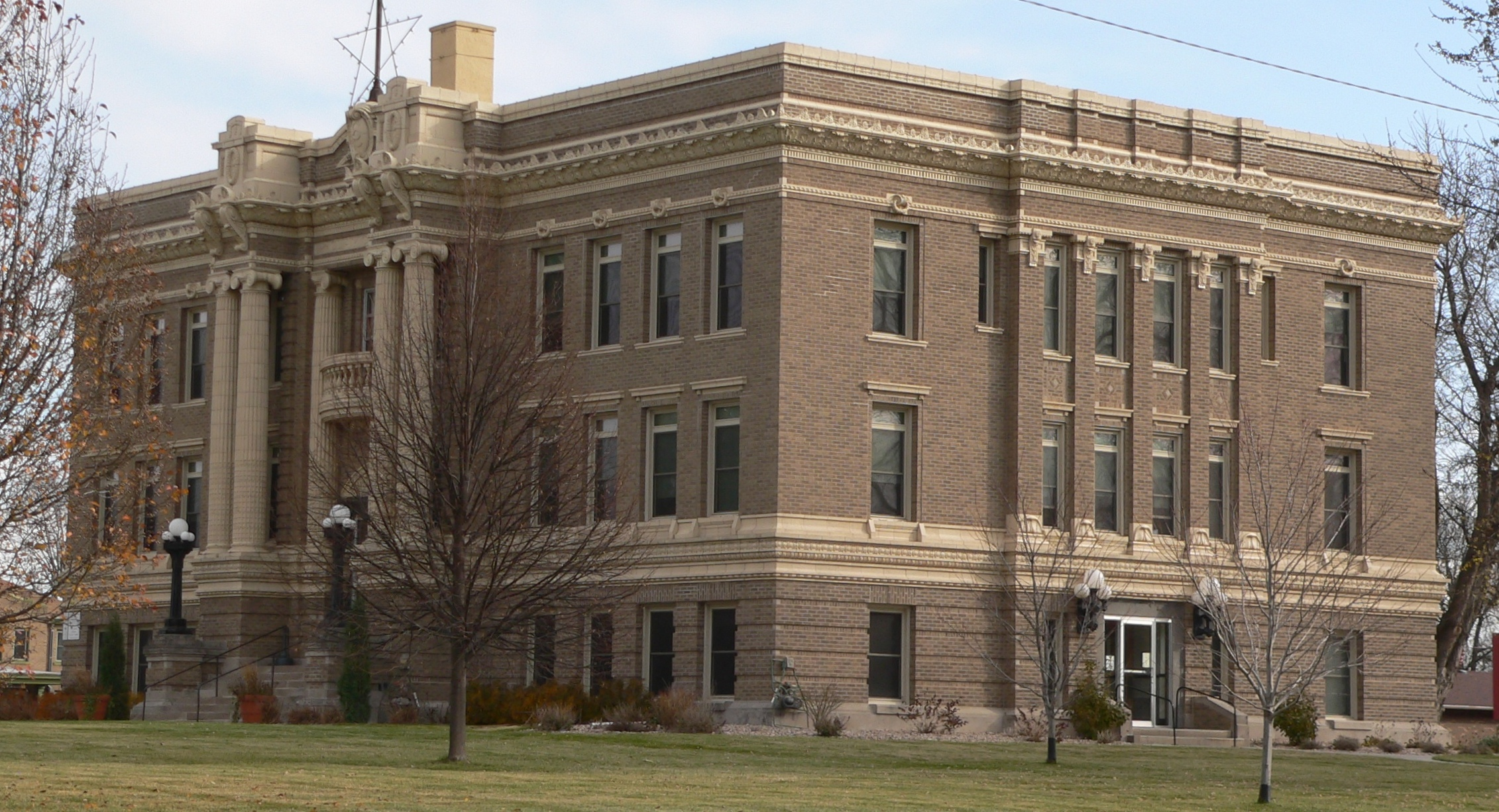
Окружной суд Клея

Округ был создан в 1855 году, однако это был округ на юго-востоке штата на реке Миссури. Он был разделён между округами Ланкастер и Гейдж в 1864 году, а в 1867 году создан на месте его современного положения. Он был зарегистрирован в 1871 году. Он был назван в честь Генри Клея, сенатора США от Кентукки и Государственного секретаря США.
После собрания Совета в Саттоне (тогда окружном центре) в 1871 году округ был разделён на 3 части: Скул-Крик, Харвард и Литтл-Блу. В 1875 году округ разделили на 16 тауншипов одинаковой площади.

## Население
В 2010 году на территории округа проживало 6542 человека (из них 50,1 % мужчин и 49,9 % женщин), насчитывалось 2649 домашних хозяйства и 1827 семей. Расовый состав: белые — 93,0 %, афроамериканцы — 0,3 %, коренные американцы — 0,5 %, азиаты — 0,2 % и представители двух и более рас — 4,6 %. Согласно переписи 2015 года в округе проживали 6382 человека, из них 48,4 % имели немецкое происхождение, 1,5 % — норвежское, 2,3 % — польское, 11,1 % — ирландское, 9,6 % — английское, 4,9 % — шведское.
Население округа по возрастному диапазону по данным переписи 2010 года распределилось следующим образом: 25,2 % — жители младше 18 лет, 3,5 % — между 18 и 21 годами, 53,4 % — от 21 до 65 лет и 17,9 % — в возрасте 65 лет и старше. Средний возраст населения — 43,2 лет. На каждые 100 женщин в Клее приходилось 100,4 мужчин, при этом на 100 совершеннолетних женщин приходилось уже 99,8 мужчин сопоставимого возраста.
Из 2649 домашних хозяйств 69,0 % представляли собой семьи: 58,6 % совместно проживающих супружеских пар (22,0 % с детьми младше 18 лет); 7,0 % — женщины, проживающие без мужей и 3,3 % — мужчины, проживающие без жён. 31,0 % не имели семьи. В среднем домашнее хозяйство ведут 2,43 человека, а средний размер семьи — 2,97 человека. В одиночестве проживали 28,0 % населения, 12,8 % составляли одинокие пожилые люди (старше 65 лет).

### Населённые пункты
Города: Клей-Сентер, Эдгар, Фэрфилд, Харвард, Саттон
Деревни: Девес, Гленвил, Онг, Саронвилл, Трамбулл

## Экономика
В 2015 году из 5022 трудоспособных жителей старше 16 лет имели работу 3171 человек. При этом мужчины имели медианный доход в 40 872 долларов США в год против 28 602 долларов среднегодового дохода у женщин. В 2014 году медианный доход на семью оценивался в 61 510 $, на домашнее хозяйство — в 51 470 $. Доход на душу населения — 26 324 $. 7,2 % от всего числа семей в Клее и 9,3 % от всей численности населения находилось на момент переписи за чертой бедности.